# Перетти, Карло
Карло Перетти (итал. Carlo Peretti; 5 марта 1930, Флоренция — 31 мая 2018, Портоферрайо, Тоскана) — итальянский ватерполист, полевой игрок. Бронзовый призёр летних Олимпийских игр 1952 года, бронзовый призёр чемпионата Европы 1954 года.

## Биография
Карло Перетти родился 5 марта 1930 года в итальянском городе Флоренция.
Играл в водное поло за «Флорентию» (ит.), «Камольи» (англ.) и римский «Лацио» (ит.). Шесть раз становился чемпионом Италии: четырежды на открытой воде (один раз с «Флорентией», два — с «Камольи», один — с «Лацио»), дважды в помещении (ит.) в составе «Лацио».
В 1952 году вошёл в состав сборной Италии по водному поло на летних Олимпийских играх в Хельсинки и завоевал бронзовую медаль. Играл в поле, провёл 5 матчей.
В 1954 году завоевал бронзовую медаль чемпионата Европы в Турине.
В 1955 году выиграл золотую медаль ватерпольного турнира Средиземноморских игр в Барселоне.
Работал в Италии и за рубежом в ведущих компаниях, включая «Оливетти».
Умер 31 мая 2018 года в итальянской коммуне Портоферрайо.